# Les Déboires de Philomène
Pour plus de détails, voir Fiche technique et Distribution.
Les Déboires de Philomène (titre original : Are Waitresses Safe?) est un  film muet américain, réalisé par Victor Heerman et Hampton Del Ruth, sorti en 1923.

## Fiche technique
- Titre original : Are Waitresses Safe?
- Réalisation : Victor Heerman
- Producteur : 	Mack Sennett
- Photographie : Fred Jackman
- Pays de production :  États-Unis
- Durée : 20 minutes
- Dates de sortie :  
  - États-Unis : 18 novembre 1917
  - France : 1er août 1919

## Distribution

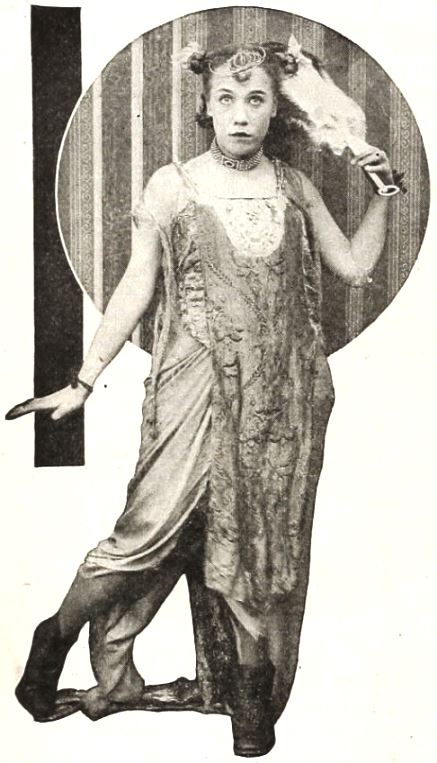
Louise Fazenda.

- Louise Fazenda : une fille qui travaille
- Ben Turpin : Ralph
- Slim Summerville : chef de gang rival
- Glen Cavender : le chef
- Wayland Trask : le client frustré
- Anthony O'Sullivan : la femme au chat
- Jack Cooper : le client fidèle
- Al McKinnon : l'ami du client fidèle
- Erle C. Kenton : le restaurateur
- Gene Rogers : Le propriétaire du manoir

Reste de la distribution non créditée
- Hal Haig Prieste
- Wallace Beery
- Cliff Bowes
- Bobby Dunn
- Gonda Durand
- Ted Edwards
- Elinor Field
- Harry Gribbon
- Phyllis Haver
- Tom Kennedy
- Laura La Varnie
- Grover Ligon
- Hughie Mack
- Roxana McGowan
- Marvel Rea
- Vera Steadman

## Conservation
Une copie du court métrage est conservée à la Bibliothèque du Congrès.